# Tiempo de efemérides
El tiempo de efemérides es  una forma constante y uniforme de tiempo utilizada en astronomía al hacer cálculos del movimiento orbital de objetos del sistema solar. Se basaba en el movimiento orbital de la Tierra alrededor del Sol y no en la rotación de la Tierra sobre su eje. 
Los astrónomos en 1960 instituyeron el Tiempo de Efemérides (TE). Este sistema de tiempo corre perfectamente estable sin importar la rotación de la Tierra, más aún, sin importar que la Tierra exista. Se usa para muchos cálculos celestes y predicciones de almanaques (efemérides), especialmente para aquellos que tienen que ver con los movimientos de la Luna, los planetas y otros cuerpos del sistema solar en el espacio. 
El tiempo de efemérides se iguala el Tiempo Universal alrededor de 1902. Desde entonces, el UTC se ha ido corriendo de tal forma que en 1996, el UTC tiene una diferencia de 62 segundos. 
En 1984 se le cambió el nombre por el de Tiempo Dinámico Terrestre TDT; también se creó el Tiempo Dinámico Baricéntrico (TDB), que está referido al centro de masa del sistema solar. Para el propósito de los aficionados, pueden considerarse idénticos ya que su diferencia es de milisegundos. 
Si encuentra usted un tiempo dado en TE o Tiempo Dinámico y si importa un minuto de precisión, es necesario que usted sepa la diferencia con el UTC. Los almanaques la indican y se le conoce como Delta T. Use la fórmula UTC = Tiempo Dinámico - Delta T. Es imposible predecir Delta T de una manera precisa ya que las diminutas variaciones en la velocidad de rotación terrestre son altamente impredecibles.
- Datos: Q908676